# Co-ouderschap
Co-ouderschap is het samen opvoeden van kind(eren) door beide ouders, die niet samenwonen.

## België
Sedert de wet van 1995 is co-ouderschap bij echtscheiding de regel. Voor 1995 werd door de rechter het 'hoederecht' over de kinderen aan een van beide ouders toegekend, de ander had in de regel 'bezoekrecht'. Bij co-ouderschap blijven beide ouders verantwoordelijk voor de opvoeding van de kinderen en nemen samen belangrijke beslissingen zoals de keuze van de school, medische behandelingen en dergelijke. Slechts in uitzonderlijke gevallen zal de rechter 'exclusief' ouderschap toewijzen aan een van beide ouders, bijvoorbeeld bij mishandeling of zware verwaarlozing.
Los daarvan staat de regeling voor het verblijf van de kinderen. Dit kan bij een van de ouders zijn, met bezoekregeling voor de andere ouder, of een alternerend systeem (per week, maand, of enkel de weekends). Eventueel kan een internaatsverblijf in de regeling ingepast worden. De beide ouders komen deze verblijfsregeling overeen in onderling overleg. Lukt dat niet, dan is sedert 2006 (bilocatiewet, zie externe link) de regel dat de kinderen bij beide ouders evenveel tijd doorbrengen, een beurtsysteem per maand bijvoorbeeld. In uitzonderlijke gevallen kan de rechter ook de verblijfsregeling anders bepalen in het belang van de kinderen.

## Nederland
Bij co-ouderschap ofwel deelouderschap kunnen ouders die niet samenwonen er voor kiezen om de opvoeding van de kinderen te delen met de andere ouder. Co-ouderschap is niet in de wet geregeld, waardoor ouders dit in samenspraak met elkaar moeten vastleggen. Afspraken over de co-ouderschap kunnen worden vastgelegd in een ouderschapsplan. Co-ouderschap kan ook ontstaan als gevolg van echtscheiding als de ouders het juridisch ouderschap en/of gezag samen blijven uitvoeren. Het kind kan dan bijvoorbeeld een week bij de vader en vervolgens een week bij de moeder wonen. Beide ouders blijven dan het ouderlijk gezag uitoefenen. Een andere keus kan zijn dat het kind op bepaalde vaste dagen bij de ene ouder verblijft en de overige dagen bij de andere ouder bijvoorbeeld in het geval de ouders niet fulltime werkzaam zijn.

## Voor- en nadelen van het wisselende verblijf
Het voordeel is dat de gezamenlijke ouderlijke verantwoordelijkheid voor het kind blijft bestaan en het kind het contact met beide ouders blijft onderhouden.
Een van de nadelen van is dat de voortdurende wisseling door sommige kinderen als belastend kan worden ervaren en voor innerlijke onrust zorgt, die het ook moeilijk maakt de tijd goed te organiseren. De kinderen moeten bijvoorbeeld hun schoolspullen tijdig overbrengen. Een alternatief hiervoor is wat in Engelstalige landen birdnesting wordt genoemd, de kinderen verblijven dan in een vaste woning waar de ouders ze afwisselend komen verzorgen.
Een gevaar bij wisselend verblijf is dat ouders tegen elkaar opbieden om de gunst van het kind. Dit leidt tot verwennerij en/of maakt het kind onzeker.